# Terza Lega (calcio)
La Terza Lega di calcio svizzero è il settimo livello su una scala di 9. Essa è gestita dalle autorità regionali del calcio.

## Storia

### Denominazioni
- 1924-1927: Terza Divisione
- 1927-1928: Seconda Divisione
- 1928-1930: Terza Divisione
- 1930-1931: non disputato
- 1931-1944: Seconda Divisione
- 1944-1984: non disputato
- 1984-1989: Quarta Lega
- 1989-2001: Quinta Lega
- 2001-2012: Quarta Lega
- dal 2012: Terza Lega

## Suddivisioni 2023-2024

### Terza Lega AFV
2 gruppi da 14 squadre.

### Terza Lega AFBJ
8 gruppi da 12 squadre e 2 gruppi da 13 squadre.

### Terza Lega IFV
3 gruppi da 12 squadre.

### Terza Lega FVNWS
3 gruppi da 12 squadre.

### Terza Lega OFV
4 gruppi da 12 squadre.

### Terza Lega SKFV
2 gruppi da 12 squadre.

### Terza Lega FVRZ
5 gruppi da 12 squadre e 1 gruppo da 13 squadre.

### Terza Lega FTC
2 gruppi da 14 squadre….

### Terza Lega FFV
3 gruppi da 12 squadre.

### Terza Lega ACGF
2 gruppi da 12 squadre.

### Terza Lega ANF
2 gruppi da 12 squadre.

### Terza Lega AVF
2 gruppi da 12 squadre.

### Terza Lega ACFV
4 gruppi da 14 squadre.